# 薄田浩司
薄田 浩司（すすきだ こうじ、1945年
（昭和20年）
8月4日 - 2015年（平成27年）11月18日）は、日本の栃木県芳賀郡益子町の益子焼の陶芸家。
窯元の名称は「薄田窯」、もしくは「薄田浩司窯」。
登り窯焼成による塩釉の作陶作品を数多く手掛け、「塩釉の薄田」と称された。

## 生涯

### 生い立ち
終戦の11日前となる1945年（昭和20年）8月4日、中国・南京で薄田家の5人の子の末っ子として生まれる。
薄田家は戦国時代から続く武士の家柄であり、関ヶ原の戦いの後に秋田から福島・三春へ移り、三春藩藩士として幕末を迎え、明治維新の後は福島県士族として東京・新宿に移り住み、太平洋戦争の時には中国・南京へと渡った。そして父は優秀であり、中国では豊かに暮らしていたが
、翌年の1946年（昭和21年）3月、終戦後の混乱の中、命からがら家族全員無事に日本へ引き揚げた。しかし父親は体調を悪くしてしまい、日本へ辿り着いてから１ヶ月ほどで46歳で亡くなってしまう。その後、母の兄弟を頼りに淡路島へと転居したが、女手一つで苦労したという。
そして大阪府・豊中市に落ち着いたあと、浩司に「焼き物」への興味を植え付けたのは、母の兄弟の一人である高校教師をしていた叔父だった。叔父は家を民芸風に建てるほどの民芸好きであり、浩司はそこで陶器の茶碗でご飯を食べたり、民芸風の食器を観たりしてながら、高校まで叔父の家に通っていたという。

### 益子焼の道へ
そして「焼き物の仕事をやりたい」と、京都府立陶工訓練所に入所し、一年間轆轤の訓練を受けた後に清水焼の窯元に就職するはずだったのだが、雑誌で見掛けた濱田庄司の作品に感動してしまい、1967年（昭和42年）、修了式が終わったその日のうちに濱田がいる益子へと向かっていた。
そして自由で自然豊かな益子がすっかり気に入り益子に住み始めた。そして益子焼の陶芸家である瀬戸宏から製陶所を紹介されてしばらくそこに勤めていたが、ほどなくして益子焼の陶芸家・村田元の門を叩き、弟子入りした。
益子の陶工としての始まりはやはり厳しく、特に陶土の柔らかさが京都とは異なり、益子の土は柔らかく、必然的に轆轤の挽き方も異なっていた。それでも益子風の土の感じが好きであったし、濱田庄司の手の跡が一つ一つ現れているような勢いの陶芸作品が好きだったため、必死の作陶修行を2年に渡り続けた。
師・村田元はあまり多くものを言わない人であった。ある日、ある作品が細工場の隅に捨てられていた。師・村田元によって捨てられていたのに気が付いたときに、何も言わない師が態度で示し教えが嬉しかったし、多くのものを学び取った。

### 「塩釉の薄田」
そして1970年（昭和45年）に独立してから5年経った頃、作品が売れ始め、薄田窯が軌道に乗り始めた頃、窯を登り窯に変えた。そして新しい試みとなる「塩釉」による作陶が始まった。
塩釉は登り窯の一室を塩釉専用にしなければならないし、焼くたびに作品の出来不出来が激しく、作品の出来上がりを計算することも難しい。それでも薄田は師・村田元からの「一つの仕事をずっと続けなさい。器用不器用は関係ない。むしろ器用よりも不器用な方がいい」との言葉を胸に、時には実力以上の作品が出来上がることもある、塩釉による作品の変化を楽しんだ。
登り窯で塩釉を焼成するという「一つのもの」にこだわり続けていく内に益子では「塩釉の薄田」と呼ばれるようになっていった。

### 「お祭り好きの薄田」
また薄田は大のお祭り好きであり、益子町に伝わる昔からの祭りである「益子祇園祭」に積極的に参加し、儀式の一つである「御神酒頂戴式」では城内町の一員として大杯となる三升六合五勺（5.6ﾘｯﾄﾙ）を飲み干し、また城内町お囃子会の一員として週2回の稽古にも参加した。
お囃子の小気味良いリズム、躍動する人の群れ、皆で強力して何かを成すという雰囲気が好きであり、陶芸の仕事は「個人の活動」であるためか、その反動で祭りなどの集団の中の1人として関わる「益子町の一員としての活動」にも積極的に関わった。
そして益子の土地での50年間、自治会長を何度も引き受け、益子焼協同組合の理事などの役員を勤め、子どもの中学校のPTA会長も務め修学旅行にも同行し、夜には京都時代の友人たちと酒を酌み交わしたという。

### 逝去
2015年（平成27年）11月18日、肺癌のため逝去した。享年70歳。
それから1年後の2016年（平成28年）11月、「MCAA 6 gallery」にて「薄田浩司 回顧展」が行われた

## 家族
- 娘・薄田いと（すすきだ いと）[8][17]

：1973年（昭和48年）、薄田浩司の次女として益子町に生まれる。1999年（平成11年）、「栃木県窯業指導所」（現・栃木県産業技術支援センター 窯業技術支援センター）伝習生を卒業し、翌2000年（平成12年）、同指導所研究生を修了後、父の下で作陶活動を続ける。現在は父の窯元であった「薄田窯」を受け継ぎ、信楽の白土を成形し、泥漿の「いっちん技法」で線文の装飾を施し、釉薬で白色や水色などの明るく鮮やかな器に仕上げる、薄田いと独自の「新しい益子焼」を作陶している。

## 弟子
- 阿久津久美子：創作工房あくつ[19][27][28]
- 奥光男[19][29]
- 川田達哉：川田工房[19][30][31][32]
- 佐藤憲[19]
- ダリス・ベリ[19][3]
- 宮澤章[19][33]